# Bank of America Building (Baltimore)
Bank of America Building – wieżowiec w Baltimore, w stanie Maryland, w Stanach Zjednoczonych, o wysokości 155 m. Budynek został otwarty w 1924 i liczy 37 kondygnacji.

## Zobacz też

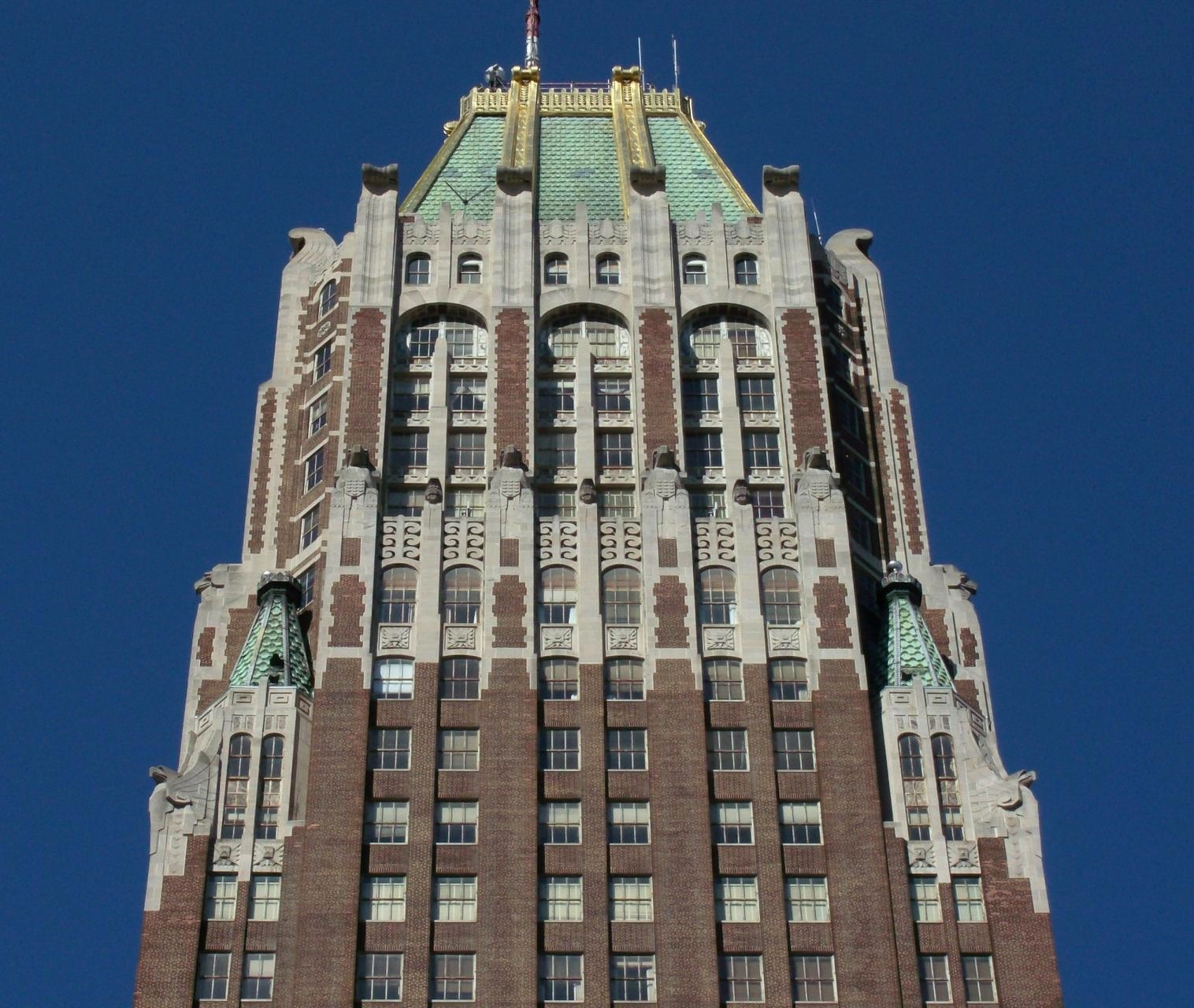
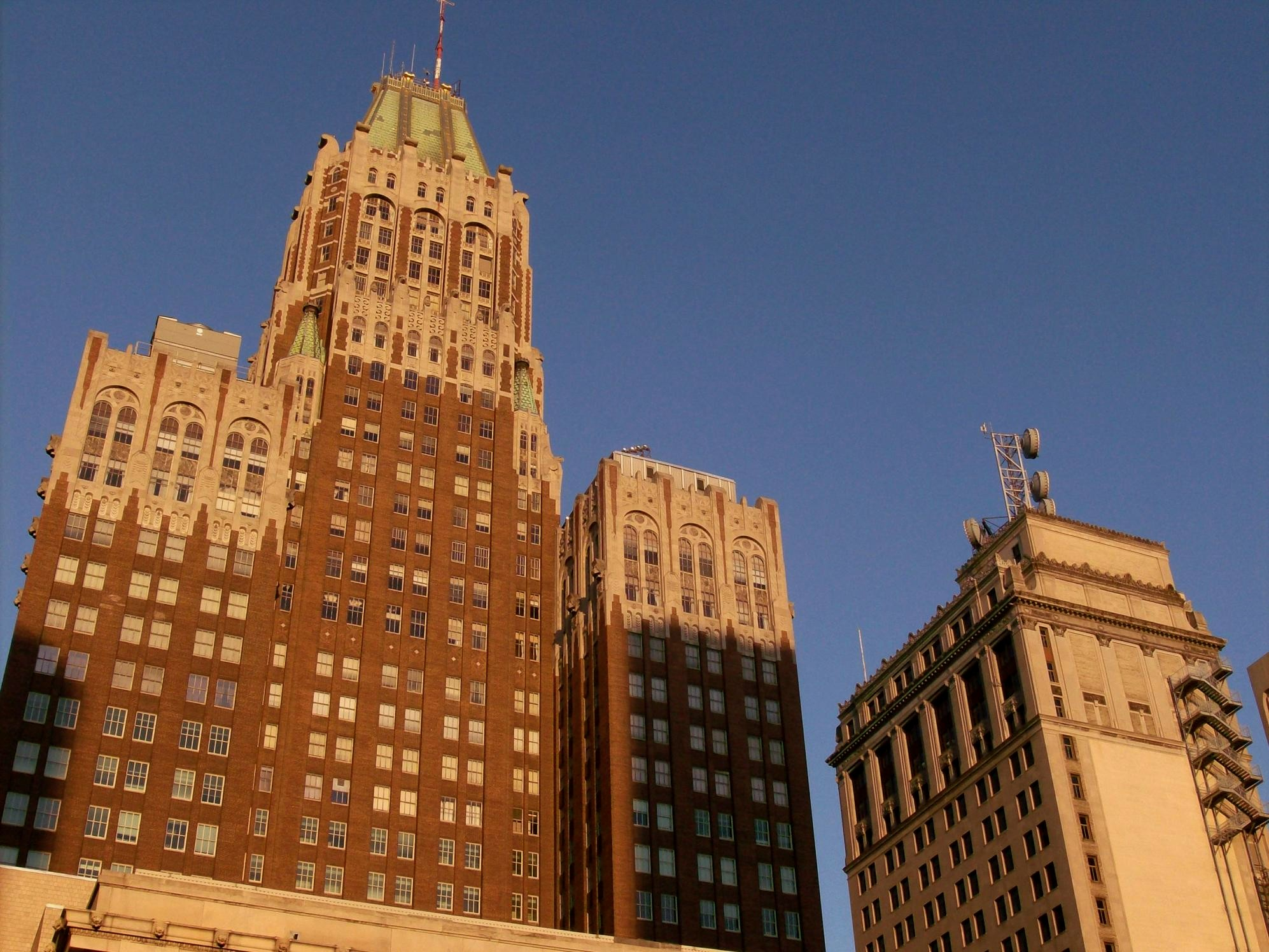
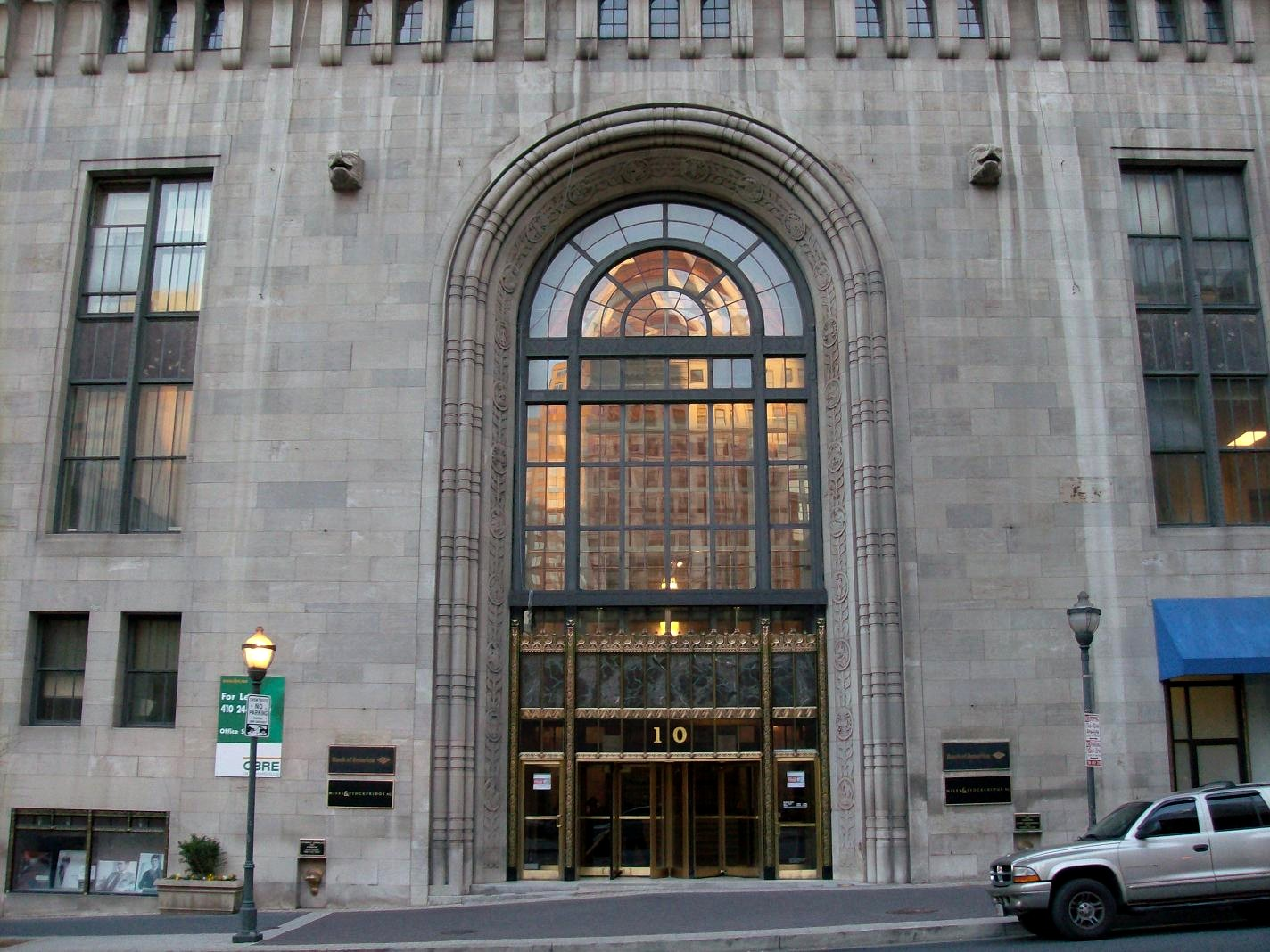